# Thérèse Tietjens

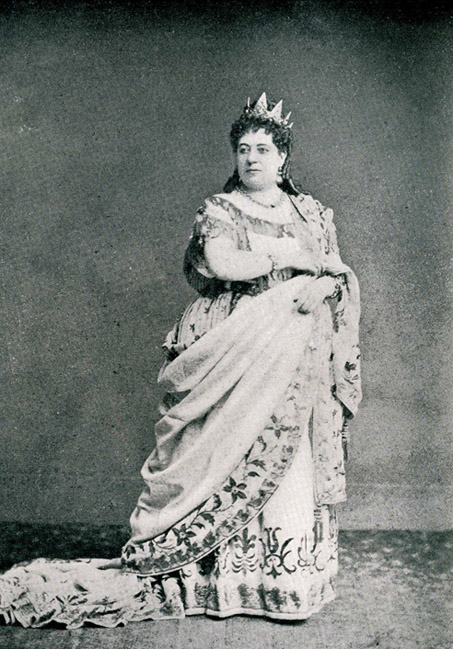
La Tietjens a Lucrezia Borgia

Thérèse Johanne Alexandra Tietjens (Hamburg, 17 de juliol de 1831 - Londres, 3 d'octubre de Londres) fou una soprano lleugera alemanya.
Nascuda a Hamburg de pares hongaresos, fou coneguda popularment com La Titiens. La seva veu, d'admirable timbre, tenia tal extensió que podia abordar des de les tessitures de la soprano lleugera a les de contralt.
Adquirí la major anomenada interpretant les òperes de Verdi i Meyerbeer, gaudint de gran popularitat sobretot a Anglaterra acompanyada del violinista Alessandro Pezze i Amèrica.